# سلمون (شخصية توراتية)
سَلْمُونَ (بالعبرية: שַׂלְמוֹן)، هو شخص مذكور في سلسلة الأنساب في كل من الكتاب المقدس العبري (العهد القديم) و‌العهد الجديد.
كان ابن نحشون، وتزوج «راحاب» في متى 1: 5، وكان بوعز ابنهما. وبالتالي، وفقاً للأنساب التوراتية، سلمون هو أبوي عظيم-الجد من داود. ورد ذكر سلمون في أخبار الأيام الأول 2:10-11، راعوث 4:20,21، متى 1:4-5، لوقا 3:32. كان نحشون أحد القادة الإسرائيليين الحاضرين مع موسى أثناء الهجرة الجماعية من مصر الذي أجرى «إحصاءاً لكل جماعة بني إسرائيل» وبالتالي من المحتمل أن يكون سلمون معاصراً ليوشع وجزءاً من جيل بني إسرائيل الذين دخلوا أرض الميعاد.
لم يرد ذكر زواج راحاب من سلمون في قصة اختبائها رسل يوشع الذين أرسلوا للتجسس على أريحا، على الرغم من أن الرواية المتعلقة بدورها تخلص إلى أنها «تسكن في إسرائيل حتى يومنا هذا».